# 구 전주지방법원 군산지청 관사
구 전주지방법원 군산지청 관사는 대한민국 전북특별자치도 군산시 월명동에 있는 건축물이다. 2018년 8월 6일 대한민국의 국가등록문화재 제726호로 지정되었다.

## 개요
근대기 공공기관의 관사로 지어진 건축물이지만 일반적으로 관사가 표준화된 형식을 따르는 반면 이 주택은 규모가 큰 저택으로 일본식과 서양식의 화려한 세부 표현 기법이 잘 남아있으며, 일제강점기 후반 월명동으로 공공기관이 이전하면서 나타난 군산 원도심의 공간변화를 잘 보여 주고 있다.

## 참고 자료
- 구 전주지방법원 군산지청 관사 - 국가유산청 국가유산포털